# Sergio Musmeci
Sergio Musmeci (Roma, 2 giugno 1926 – Roma, 5 marzo 1981) è stato un ingegnere italiano, molto noto per le sue realizzazioni in ambito strutturistico.
Considerato uno dei più grandi strutturisti insieme a Riccardo Morandi, Pier Luigi Nervi e Silvano Zorzi. Ad oggi le opere realizzate da Musmeci risultano estremamente moderne, non solo per le geometrie utilizzate, ma anche per complessità architettonica dei manufatti. Suo è uno dei sei progetti vincitori ex aequo al concorso ANAS per il ponte sullo stretto di Messina nel 1969.

## Biografia
Studiò all'Università "La Sapienza" di Roma, dove si laureò in ingegneria civile nel 1948, e in ingegneria aeronautica nel 1953. Sempre a Roma iniziò la propria attività professionale con la progettazione di strutture in cemento armato, negli studi di Riccardo Morandi e Pier Luigi Nervi. Nel 1953 avviò una collaborazione con l'architetta Zenaide Zanini, poi divenuta sua moglie. Sempre alla Sapienza, nel 1956 divenne docente incaricato di Meccanica razionale nella facoltà di ingegneria. Dal 1969 tenne l'insegnamento di Ponti e Grandi Strutture nella facoltà di architettura.
Come progettista, vinse nel 1970 uno dei sei primi premi ex aequo al concorso internazionale di architettura indetto dall'ANAS per il ponte sullo stretto di Messina, in cui si proponeva una struttura sospeso a luce unica, con una campata di 3.000 m, sostenuta da piloni alti 600 m, con un originalissimo sistema spaziale di sospensione per irrigidire la struttura sia sul piano verticale, per consentire anche il traffico ferroviario, sia su quello orizzontale, per resistere alle spinte del vento ed evitare i rischi di deragliamento dei treni in risposta a eccessive deformazioni (il plastico in scala del progetto è conservato al MAXXI di Roma). All'inizio degli anni settanta del XX secolo realizzò il ponte sul Basento, a Potenza, dove vennero concretizzate le sue teorie sul minimo strutturale.

## Riconoscimenti
I progetti e le planimetrie delle opere di Musmeci sono contenuti nel fondo archivistico "Musmeci Sergio e Zanini Zenaide", che nel 1997 fu dichiarato di notevole interesse storico dalla soprintendenza archivistica del Lazio. Il materiale fu acquisito nel 2003 dal Ministero per i beni e le attività culturali per farlo confluire nelle collezioni di architettura del XX secolo del MAXXI.
Nel 2003 il ponte sul Basento è stato dichiarato monumento di interesse culturale dal Ministero per i beni e le attività culturali.

## Opere

### Architetture realizzate

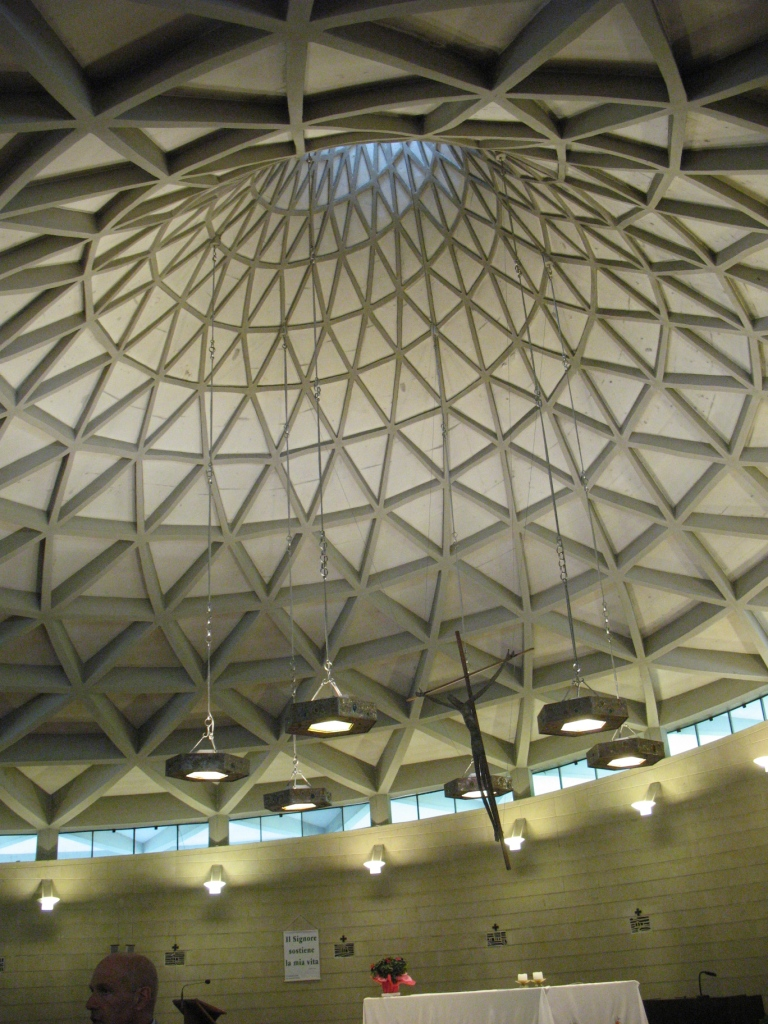
Interno della "chiesa a tenda" di Villaggio del Sole (Vicenza)

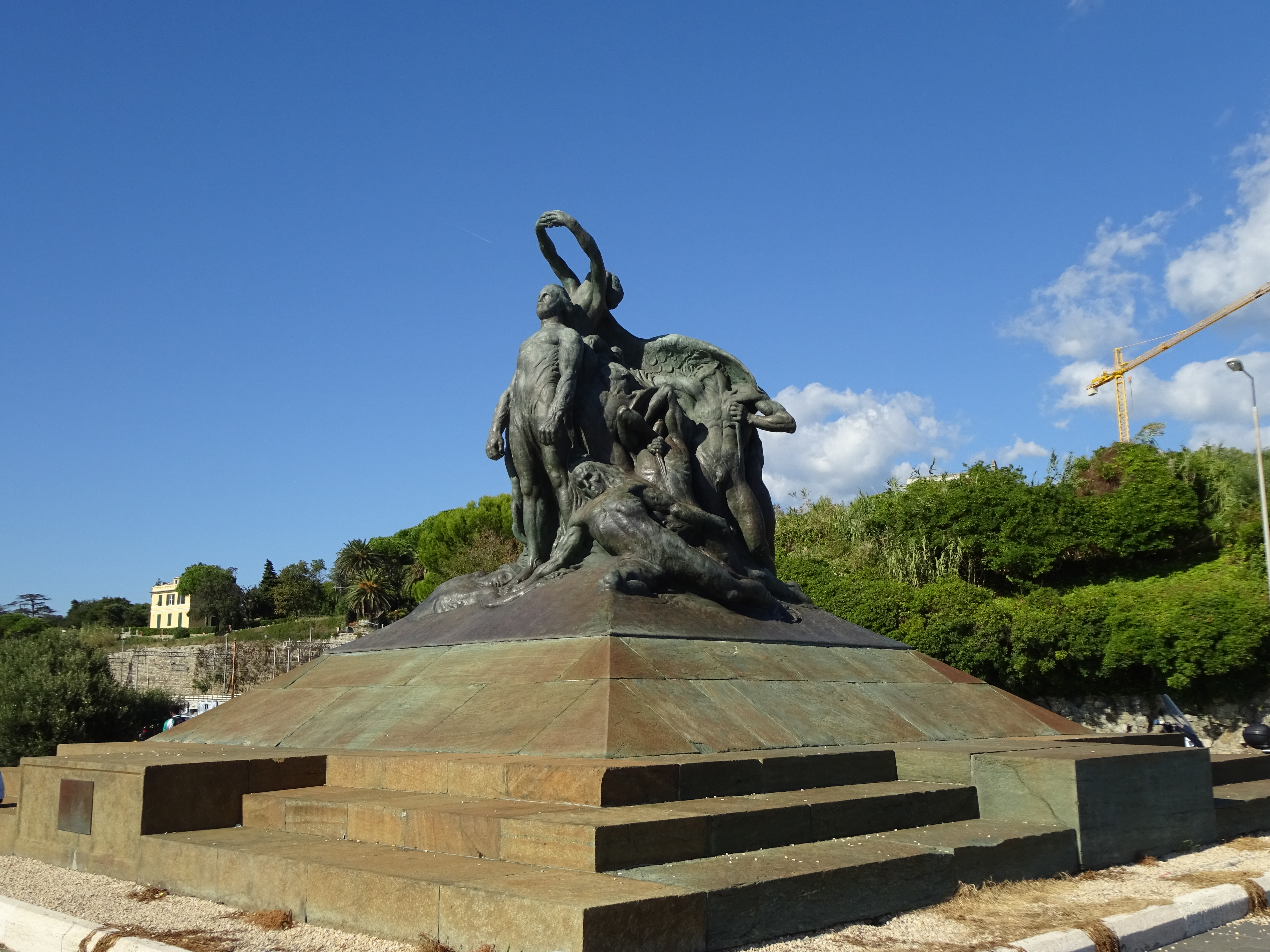
Monumento ai Mille

- Scuola Nazionale di Atletica Leggera, Formia (1954, progetto architettonico di Annibale Vitellozzi)
- Palazzo della Regione, Trento (1954-1962, progetto architettonico di Adalberto Libera)
- Nucleo sud del quartiere di ponte Mammolo, Roma (1954-1962, progetto architettonico coordinato da Giuseppe Vaccaro, strutture in collaborazione con Francesco Palpacelli)
- Cinema Araldo, Roma (1955, progetto architettonico di Carlo Ammannati)
- Stabilimento industriale Raffo, Pietrasanta (1956, progetto architettonico di Leo Calini ed Eugenio Montuori)[3]
- Cinema, Montecchio (Vicenza) (1957, progetto architettonico di Sergio Ortolani e Antonio Cattaneo)
- Stazione di servizio, Bologna (1958, progetto architettonico di Giuseppe Vaccaro)
- Quartiere CEP (Centro Edilizia Popolare), Bologna (1958, progetto architettonico coordinato da Giuseppe Vaccaro)
- Stadio del Nuoto al Foro Italico, Roma (1959, progetto architettonico di Enrico Del Debbio e Annibale Vitellozzi)
- Tre palazzine in via Vallombrosa, Roma (1959, progetto architettonico di Zenaide Zanini)
- Chiesa del Villaggio del Sole, Vicenza (1960, con Sergio Ortolani e Antonio Cattaneo)
- Copertura del Centro Atomico, Bombay (1960, progetto architettonico di Leo Calini ed Eugenio Montuori)
- Sede della TETI, Roma (1960, con Alessandro Bombetti e Italo Bruni)
- Sede della INADEL (Istituto Nazionale Assistenza Dipendenti Enti Locali), Roma (1960, con Mario Loreti)
- Copertura a semicupola dell'abside costantiniano della Basilica di Massenzio, Roma (1961-1962)
- Villa Russo "Villa La Sassosa", Forio d'Ischia (NA) (1955-1964, con Frank Lloyd Wright)
- Palazzo per uffici in via Po 19, Roma (1960-1964, progetto architettonico di Leo Calini ed Eugenio Montuori)
- Copertura del Teatro Regio, Torino (1966, progetto architettonico di Carlo Mollino)
- Ponte sul Basento, Potenza (1967-1976)[4]
- Viadotto di via Cilicia su via Appia Antica, Roma (1979-1981, con Zenaide Zanini)

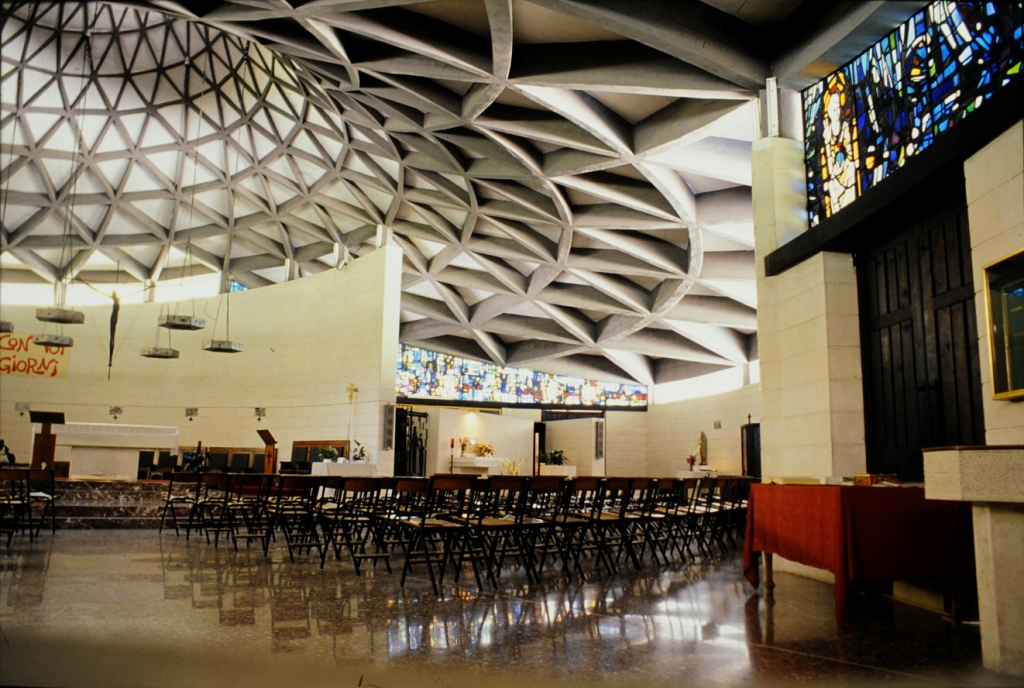

### Progetti
- Ponte sull'Autostrada del Sole (1950)
- Mercato del pesce e scuola professionale marittima, Pescara (1951, progetto architettonico di Serena Boselli)
- Palazzetto dello Sport, Roma (1953, progetto architettonico di Annibale Vitellozzi)
- Copertura della sala pubblica della Cassa di Risparmio, L'Aquila (1953, progetto architettonico di Massimo Parboni)
- Stazione, Napoli (1954, II premio ex aequo, progetto architettonico di Annibale Vitellozzi e Vasco Fadigati)
- Ponte sull'Astico, Vicenza (1956, progetto architettonico di Sergio Ortolani e Antonio Cattaneo)
- Chiesa del Cuore Immacolato di Maria, Borgo Panigale, Bologna (1956, progetto architettonico di Giuseppe Vaccaro e Adalberto Libera)[5]
- Ponte, Ivrea (1957, progetto architettonico di Bruno Zevi, Ludovico Quaroni e Adolfo De Carlo)
- Cappella dei Ferrovieri, Vicenza (1958)
- Palestra CONI, Frosinone (1958, in collaborazione con Zenaide Zanini)
- Ponte, Bologna (1958, con Alberto Ferrante)
- Ponte di Tor di Quinto, Roma (1959, progetto architettonico di Ugo Luccichenti)
- Sede della Società dei Fiorentini, Roma (1959, con Massimo Starita ed N. Germano)
- Biblioteca Nazionale Centrale a Castro Pretorio, Roma (1959, progetto architettonico di Guido Gigli, Mario Manieri Elia e Manfredi Nicoletti, in collaborazione con Sergio Bonamico e Antonio Venturini)
- Mercati Generali, Roma (1960, progetto architettonico di Annibale Vitellozzi, Massimo Castellazzi e Giulio Dall'Anese)
- Palazzo del Lavoro Italia, Torino (1960, II premio, con Carlo Mollino e Carlo Bordogna)
- Monumento ai Mille, Marsala (1960, II premio, progetto architettonico di Zenaide Zanini)
- Cavalcavia tipo (1960, progetto segnalato)
- Teatro comunale, Alessandria (1960, progetto architettonico di Francesco Palpacelli)
- Monumento alla Resistenza, Cuneo (1962, con Zenaide Zanini)
- Ponte sul fiume Lao (1964-1965)
- Palazzetto dello Sport, Firenze (1965)
- Ponte sullo stretto di Messina (1969-1970, primo premio ex aequo, progetto architettonico di Giuseppe Barbaliscia, Salvatore Dierna, Francesco Paolo D'Orsi Villani, Gabriella Esposito, Ludovico Quaroni, Antonio Quistelli, A. Rinaldi)
- Grattacielo Elicoidale (1968-1972, progetto architettonico di Manfredi Nicoletti)
- Viadotto a Shiraz (1975)
- Ponte semisommerso nel Lago di Fogliano (1975)
- Ponte sul Niger, Ajaokuta (1977)
- Viadotto Isonzo raccordo su via Pontina a Latina, Progetto architettonico di Italo Stegher (1970)
- Viadotto di svincolo autostrada Roma Fiumicino con raccordo autostrada Roma Civitavecchia, progetto architettonico di Italo Stegher (1964).
- Complesso multifunzionale palazzo Al Burj, Governatorato di Amman, progetto architettonico di Italo Stegher.

### Scritti
- La statica e le strutture. Collana Poliedro, Edizioni Cremonese, Roma, 1971.

- Sergio Musmeci, Carlo La Torre, Disegno architettonico esecutivo. Collana I manuali, La Nuova Italia Scientifica, Roma, 1982.